# Ligne E du métro de Rotterdam
Pour les articles homonymes, voir Ligne E.
La ligne E du métro de Rotterdam est une ligne du réseau métropolitain de la ville néerlandaise de Rotterdam, exploitée par la RET. Elle relie la station de La Haye-Central (à La Haye) à la station Slinge (à Rotterdam-Sud (nl)).
La ligne E fut connu auparavant sous le nom de « ligne Érasme » (Erasmuslijn). Depuis le 13 décembre 2009, le nom « ligne Érasme » n'est plus utilisé et les lignes de métro sont désormais désignées par des lettres et des couleurs.

## Histoire
La ligne est créée, dans le cadre du projet RandstadRail : cela débute par la transformation de l'ancienne ligne ferroviaire Hofpleinlijn (nl) qui reliait La Haye et Rotterdam (Gare de Rotterdam Hofplein (nl)) en ligne de métro léger. La section de Rotterdam Hofplein à Nootdorp est mise en service le 12 novembre 2006, la desserte est d'une rame toutes les 15 minutes. La ligne est prolongée jusqu'à la gare centrale de La Haye le 3 septembre 2007. En décembre 2009, le métro de Rotterdam modifie la dénomination de ses lignes en utilisant des lettres et des couleurs, la ligne nord-sud dénommée Erasmuslijn est renommée ligne D.
Le 17 août 2010, le tronçon de Melanchthonweg à Rotterdam Hofplein est fermé et remplacé, le même jour par l'ouverture d'un nouveau tronçon en souterrain de Melanchthonweg à Rotterdam-Centrale, via la nouvelle station Blijdorp. Cela permet la connexion avec la ligne D du métro de Rotterdam.
La ligne E, de Rotterdam-Centrale  à La Haye-Centrale est prolongée jusqu'à Slinge, par l'aménagement d'une section commune avec la ligne D, le 11 décembre 2011.

## Tracé et stations

### Liste des stations
|  |   |  | Station               | Communes desservies   | Correspondances                    |
|  | - |  | --------------------- | --------------------- | ---------------------------------- |
|  | o |  | La Haye-Centrale      | La Haye               | gare centrale de La Haye (NS)      |
|  | o |  | Laan van NOI          | La Haye               | gare de La Haye-Laan van NOI (NS)  |
|  | • |  | Voorburg-'t Loo       | Leidschendam-Voorburg |                                    |
|  | • |  | Leidschendam-Voorburg | Leidschendam-Voorburg |                                    |
|  | • |  | Forepark              | La Haye               |                                    |
|  | • |  | Leidschenveen         | La Haye               |                                    |
|  | • |  | Nootdorp              | Pijnacker-Nootdorp    |                                    |
|  | • |  | Pijnacker-Centre      | Pijnacker-Nootdorp    |                                    |
|  | • |  | Pijnacker-Sud         | Pijnacker-Nootdorp    |                                    |
|  | • |  | Berkel-Westpolder     | Lansingerland         |                                    |
|  | • |  | Rodenrijs             | Lansingerland         |                                    |
|  | • |  | Meijersplein          | Rotterdam             |                                    |
|  | • |  | Melanchtonweg         | Rotterdam             |                                    |
|  | • |  | Blijdorp              | Rotterdam             |                                    |
|  | o |  | Rotterdam-Centrale    | Rotterdam             | D, gare centrale de Rotterdam (NS) |
|  | • |  | Stadhuis              | Rotterdam             | D                                  |
|  | o |  | Beurs                 | Rotterdam             | A B CD                             |
|  | • |  | Leuvehaven            | Rotterdam             | D                                  |
|  | • |  | Wilhelminaplein       | Rotterdam             | D                                  |
|  | • |  | Rijnhaven             | Rotterdam             | D                                  |
|  | • |  | Maashaven             | Rotterdam             | D                                  |
|  | • |  | Zuidplein             | Rotterdam             | D                                  |
|  | o |  | Slinge                | Rotterdam             | D                                  |